# Herennius Senecio
Herennius Senecio war ein römischer Jurist, der im 1. Jahrhundert lebte.
Herennius Senecio stammte aus der Hispania Baetica, einer römischen Provinz im heutigen Südspanien, wo er die Quästur bekleidete. Die Quästur, das niedrigste Amt der senatorischen Ämterlaufbahn, war das höchste, das er erreichte.
Um das Jahr 91 verteidigte er den Prätor Lucius Valerius Licinianus, der in einem Verfahren wegen Unkeuschheit (Crimen incesti) gegen die Vestalin Cornelia  beteiligt und angeklagt worden war. Herennius Senecio überbrachte dem Gerichtsherrn, Kaiser Domitian, in Abwesenheit seines Mandanten dessen Geständnis.
Zusammen mit dem jüngeren Plinius vertrat er um das Jahr 93 die Anklage in einem Repetundenverfahren gegen den Statthalter Baebius Massa, der sich in der Provinz Baetica widerrechtlich bereichert hatte.
Herennius Senecio fiel in Ungnade, nachdem er eine würdevolle Biographie über den im Jahr 75 auf Anordnung des Kaisers Vespasian hingerichteten Stoiker Gaius Helvidius Priscus verfasst hatte. Durch Domitian, der sich als Sohn Vespasians wegen der Schrift vermutlich persönlich angegriffen sah, ereilte Herennius Senecio gegen Ende des Jahres 93 das gleiche Schicksal. Er wurde angeklagt und getötet.